# Savitri Devi Mukherji
Savitri Devi Mukherji (rođena kao: Maximine Portaz ili Maximiani Portas) (30. rujna 1905. – 22. listopada 1982.), spisateljica i filozofkinja, oduševljena štovateljica Adolfa Hitlera, poznata po sintetiziranju nacističke filozofije i hinduizma.
Savitri Devi je jedna od najutjecajnijih filozofkinja ezoteričnog hitlerizma; Adolfa Hitlera je smatrala utjelovljenjem boga Višnua.  Napisala je 16 knjiga na različitim jezicima i bila je vrlo aktivna i utjecajna u poslijeratnim neonacističkim krugovima.

## Životopis

### Mladost
Maximiani Portas rođena je u Lyonu u Francuskoj kao jedino dijete u obitelji.  Otac joj je bio miješanog grčko-talijanskog porijekla, a majka joj je bila Engleskinja.  Jednom se sama po pitanju nacionalne pripadnosti izrazila kao Indoeuropljanka.
Još u mladosti se istaknula kao zagovornica prava životinja, a bila je i vegetarijanka.  Budući da je odrasla među grčkim imigrantima rano je usvojila i ideje grčkog nacionalizma.  Također se izjasnila protiv Francuske revolucije i njezinih vrijednosti, primjerice egalitarizma.
Studirala je filozofiju i logiku, kasnije je završila i kemiju, a filozofiju je doktorirala.  1928. odrekla se francuskog državljanstva i prihvatila grčko.  Iduće godine hodočastila je u Palestinu; već na tom putovanju usvojila je neke osnovne filozofske ideje koje će dodatno razraditi idućih godina.  1932. otputovala je u Indiju koja je se vrlo dojmila te je osjećala veliku povezanost sa zemljom i stanovnicima.  Preobratila se na hinduizam i uzela ime Savitri Devi (sanskrt: Božica Sunčevih Zraka).  Tada je napisala i Upozorenje Hindusima, propagandnu brošuru u kojoj zagovara hinduski nacionalizam i nezavisnost te poziva na otpor kršćanstvu i islamu koje smatra previše antropocentričnima za razliku od biocentričnog hinduizma.

### Drugi svjetski rat
1940. se udala za Asita Krišnu Mukherija, bengalskog brahmana, doktora povijesti i nacionalsocijalista.  Brak je bio sklopljen isključivo iz koristi – radi izbjegavanja deportacije.  S njim je surađivala na izdavanju novina The New Mercury u kojima su zagovarali nacističke i rasističke ideje.  Također su prikupljali informacije od britanskih i američkih vojnika koje su zatim prosljeđivali Japancima putem veleposlanstva u Kalkuti.

### Putovanja Europom
Nakon rata je kao Indijka s britanskom putovnicom otputovala u Englesku, zatim u Francusku, na Island gdje je svjedočila erupciji vulkana Hekla te u Švedsku gdje je upoznala istraživača Svena Hedina, također Hitlerovog obožavatelja.
1948. otputovala je u Njemačku gdje je podijelila tisuće propagandnih pamfleta u kojima veliča nacizam.  Zbog toga je osuđena na tri godine zatvora.  Provela je osam mjeseci u zatvoru Werl gdje se sprijateljila s mnogim zatvorenicama, bivšim nacistkinjama.  Nakon puštanja je protjerana iz Njemačke pa je preselila u Lyon.
1953. je uzela grčku putovnicu pod djevojačkim prezimenom da bi ponovno ušla u Njemačku.  Tamo je hodočastila (kako sama kaže) posjećujući nacistička sveta mjesta; posjetila je mnoga mjesta značajna za život Adolfa Hitlera i povijest NSDAP-a kao i razne druge mistične lokacije zanimljive nacionalsocijalistima.  O tome je 1958. u Kalkuti objavila knjigu Hodočašće.

### Neonacistička internacionala
Savitri Devi se sprijateljila s Hansom-Ulrichom Rudelom, bivšim pilotom koji je poznat kao najviše odlikovani njemački vojnik Drugog svjetskog rata.  Kod njega je odsjela jedno vrijeme tijekom 1956., kada je dovršila svoju novu knjigu, Munja i Sunce, u kojoj se bavi vlastitim idejama filozofije povijesti, s posvetom Adolfu Hitleru kojeg naziva "najvećim Europljaninom svih vremena".  Knjiga je također objavljena 1958. u Kalkuti.
Rudel ju je upoznao s mnogim drugim nacističkim emigrantima. 1957. boravila je jedno vrijeme u Egiptu kod Johannesa von Leersa, nacističkog profesora i preobraćenika na islam, koji je tamo radio kao politički savjetnik.  1961. je odsjela u Madridu kod Otta Skorzenyja.  Tijekom šezdesetih je radila u Francuskoj kao učiteljica.
1961. je za vrijeme boravka u Londonu upoznala Andrewa Fountainea, predsjednika Britanske nacionalne partije, i Colina Jordana, vođu britanskog Nacionalsocijalističkog pokreta kojemu se i sama priklonila.  Iduće godine je sudjelovala na osnivanju Svjetske unije nacionalsocijalista (WUNS), krovne organizacije koja je okupljala razne manje neonacističke organizacije diljem svijeta.  Tu je upoznala i predsjednika WUNS-a, Georgea Lincolna Rockwella, koji je putem časopisa National Socialist World popularizirao neke njezine radove.
1970. je prestala predavati, a mirovinu je odlučila provesti u Indiji; iduće godine je preselila u New Delhi gdje je živjela sama, u društvu mačaka i zmija koje je držala kao kućne ljubimce.  Njezin muž je i dalje živio u Kalkuti, ali ju je povremeno posjećivao; nakon što se razbolio preselio je kod nje i živjeli su zajedno dok nije umro, 1977.
Savitri Devi je i dalje ostala u kontaktu s raznim europskim i američkim neonacistima:  Johnom Tyndallom, vođom britanske Nacionalne fronte; Mattom Koehlom, američkim nacističkim vođom; Miguelom Serranom, čileanskim pjesnikom i osnivačem ezoteričnog hitlerizma; Ernstom Zündelom poznatim po poricanju Holokausta.  Mnogi manje poznati neonacisti su hodočastili u Indiju kako bi je upoznali.  Osim s nacistima, upoznala se i s mnogim drugim značajnim suvremenicima kao što su Rabindranath Tagore, Mahatma Gandhi i Aldous Huxley.
Umrla je 1982. u Essexu (Engleska) gdje je privremeno odsjela na putu za SAD.  Pepeo joj je izložen u svetištu Američke nacističke partije u Arlingtonu (Virgnia).

## Vanjske poveznice
- Online arhiva knjiga Savitri Devi  Arhivirana inačica izvorne stranice od 15. kolovoza 2010. (Wayback Machine)